# Villa Panna
Villa Panna si trova in località Panna, presso Scarperia, una quarantina di km a nord di Firenze.

## Storia
Originariamente la villa era una proprietà dei Medici, che nel 1427 incaricarono Michelozzo di trasformare la cascina di allora in una lussuosa villa, circondata di orti, giardini e un parco per la caccia, ed affiancata da un oratorio. Pare che il nome della villa e della località derivasse dai tenui colori dell'intonaco, color "panna" appunto. Nel tempo la tenuta venne usata per l'allevamento e l'agricoltura, in particolare furono importate mucche e tori dalla Svizzera, mentre vi fu per un certo periodo allestito un curioso serraglio di dromedari, che però si adattavano male al rigido inverno appenninico e vennero quindi trasferiti a San Rossore.
Nella seconda metà del 1800 divenne di proprietà dei marchesi Torrigiani, che la fecero ammodernare in stile romantico, con un parco all'inglese dove si trovava un lago artificiale, un Belvedere e numerose statue e decorazioni. Essi furono i primi a utilizzare una vicina sorgente come stabilimento per l'acqua minerale (1860), che veniva imbottigliata manualmente e portata a Firenze con i cavalli, poi etichettata e venduta in damigiane.
Presso l'entrata principale si trova un cabreo datato 1792, che raffigura tutta l'estensione della proprietà. Nello stesso vano una targa ricorda la visita di Re Umberto I. Seguono poi una sala decorata da serviti d'argento ottocenteschi e la Sala Camino, risalente agli anni cinquanta. Esiste poi una sala panoramica verso il parco e un giardino interno cinquecentesco, decorato da statue a soggetto bucolico all'epoca dei Torrigiani.
La chiesetta risale nell'aspetto attuale al Cinquecento. Dotata di due accessi, uno dalla villa e uno dall'esterno, conserva un'immagine robbiana e un palco coperto da vetrata dal quale i nobili assistevano alla funzione.
La villa è la sede storica degli stabilimenti dell'Acqua Panna, nei quali ad oggi risulta quasi interamente inglobata.